# Nadine Kegele
Nadine Kegele (* 1980 in Bludenz) ist eine österreichische Autorin.

## Leben
Nach dem Schulabschluss 1995 absolvierte Kegele zunächst eine Lehre als Bürokauffrau. Anschließend an ihre „Flucht nach Wien“ (Kegele) 1998 war sie bis 2004 als Mediaeinkäuferin und Finanzassistentin, ab 2004 als Nachtsekretärin einer Rechtsanwaltskanzlei tätig. 2002 erwarb sie die Hochschulzugangsberechtigung im zweiten Bildungsweg. Ein Germanistikstudium an der Universität Wien schloss sie 2013 mit einer Diplomarbeit über Marlene Streeruwitz ab.
Kegele schrieb Rezensionen unter anderem für an.schläge und em das Online-Magazin CHiLLi.cc. Literarische Texte veröffentlichte sie in zahlreichen Literaturzeitschriften und Anthologien. 2013 erschien ihr Buchdebüt Annalieder, im selben Jahr wurde sie zum Ingeborg-Bachmann-Preis eingeladen und gewann dort mit ihrem Romanauszug Scherben schlucken den Publikumspreis.

## Veröffentlichungen
- Annalieder. Erzählungen. Czernin: Wien 2013. ISBN 978-3-7076-0446-7.
- Bei Schlechtwetter bleiben Eidechsen zu Hause. Roman. Czernin: Wien 2014. ISBN 978-3-7076-0501-3.
- Lieben muss man unfrisiert. Protokolle nach Tonband. Kremayr & Scheriau: Wien 2017, ISBN 978-3-218-01066-5.
- Und essen werden wir die Katze. Texte und Collagen. Kremayr & Scheriau: Wien 2018, ISBN 978-3-218-01123-5

## Theatertexte
- Wälderweiberwut in „Mutterland“ gemeinsam mit acht weiteren Autorinnen, UA: KosmosTheater 2015.[1]

## Auszeichnungen
- 2007 LitArena Literaturpreis der Literarischen Gesellschaft St. Pölten
- 2012 Vorarlberger Literaturstipendium für Nachteulen und Nachts im Baumhaus vor morgens
- 2013 Publikumspreis Wortspiele
- 2013 Publikumspreis beim Ingeborg-Bachmann-Wettbewerb
- 2016 Theodor-Körner-Preis für Literatur